# Lucky Day
«Lucky Day» es el segundo sencillo en solitario de la artista británica Nicola Roberts, incluido en su primer álbum de estudio, Cinderella's Eyes, de 2011. Fue escrito por Roberts y Dragonette, quien también se encargó de la producción de la misma. El lanzamiento oficial fue el 18 de septiembre de 2011, cuando salió a la venta en el Reino Unido e Irlanda.

## Video
El video fue grabado en la ciudad de Nueva York, y la dirección estuvo a cargo de Stephen Agnew.

## Historial de lanzamientos
| País        | Fecha                    | Discográfica        | Formato                          |
| ----------- | ------------------------ | ------------------- | -------------------------------- |
| Irlanda     | 16 de septiembre de 2011 | Fascination Records | Descarga digital                 |
| Reino Unido | 18 de septiembre de 2011 | Fascination Records | Descarga digital                 |
| Reino Unido | 19 de septiembre de 2011 | Fascination Records | Disco de vinilo y sencillo en CD |